# 菊池医療刑務所
菊池医療刑務所（きくちいりょうけいむしょ）とは、1953年（昭和28年）から1996年（平成8年）まで熊本県菊池郡西合志町（現 熊本県合志市）に存在した、法務省管轄下のハンセン病患者専用の刑務所だった。正式名称は「熊本刑務所菊池医療刑務支所」だった。

## 関連の歴史
- 1909年 - 日本の公立らい療養所発足。浮浪患者が多く、秩序維持に努めた。4療養所では、警察署長など内務省官僚が所長であった。
- 1915年 - 犯罪人の取締が、所長会議で問題となった。
- 1916年 - 懲戒、検束規定が制定された。療養所長は譴責、30日以内の謹慎、7日以内の減食（減食は1947年中止）、30日以内の監禁を決定できた。
- 1912年から1951年 - 色々な療養所で騒動が起こった歴史がある。
  - 1939年 - 草津楽泉園に特別病室を設置、後に「特別病室事件」と呼ばれる患者死亡事件が発生した。
  - 1947年8月 - 日本共産党は患者にも参政権が認められたので、栗生楽泉園を訪れた。そこに、らい予防法による懲戒検束規定に基づく特別病室、いわゆる、重監房を見た。その際22人が獄死していた。国会で論議となったが、責任者は責任はとらせられなかった。悪質な患者の処分に困窮した療養所は刑務所の建設を要求、また厚生省は代用監獄案を提出した。
  - その後、栗生で韓国朝鮮系の患者により3人が殺害され、刑務所の必要性が認められた。職員側も入所者もその構想を肯定している。
  - 更に藤本事件が発生し、菊池に刑務所を建設することとなった。
  - 1950年8月27日　朝日新聞の天声人語は、らい患者の犯罪者だけを収容する小さな刑務所の並置を考えてもよさそうだと記述している。

## 刑務所の沿革
- 1953年3月 - 菊池医療刑務支所が完成（所長:山下鬼喰男、定員:75名）。菊池恵楓園園長の宮崎松記は、所長会議の多数決で決定したと述べている。
- 1955年8月10日 - 厚生省は菊池医療刑務支所敷地として、10,912坪を法務省に割譲した[1]。
- 1956年6月16日 - 吉永亨医師、菊池恵楓園より菊池医療刑務支所長へ転出。
- 1982年 - 前の刑務所に隣接して刑務所が更新された。
- 1996年4月1日 - らい予防法廃止時、刑務所機能が廃止された。建物は2019年に解体され[2]、2021年4月1日に合志市立合志楓の森小学校・合志市立合志楓の森中学校が開校した。

## 医療刑務所の問題点
- 初代の刑務所の設計図を坂本克明は、入手したと書かれている。藤本事件被告の特別法廷はここで開かれた。
- ハンセン病患者専用の刑務所は、世界でも日本だけであった。
- 時代によって、考え方が異なると思われるが、教誨師坂本克明は先輩の教誨師に「ここが、日本の国と思うとるかい。明治以来、ハンセン病療養所も医療刑務所も治外法権よ。起訴状で逮捕されて監禁されるとか、拘束されるとか、そんなことはないよ。ここは治外法権だけん、そのことを認識していかんと喧嘩ばかりなるばい。喧嘩してもどうにもならんよ」と言われた。
- 受刑者の罪名：昭和36年から38年は殺人3名。窃盗、傷害、婦女暴行、恐喝が多い。その後、暴行や脅迫は段々減り、窃盗や婦女暴行が多かった。

## 菊池医療刑務所受刑者について
支所長を長く務めた吉永亨の記録によると次の通りであるが、下に記載するように異論がある。
| 昭和 | 人数 |      | 昭和 | 人数 |
| ---- | ---- | ---- | ---- | ---- |
| 28年 | 20人 |      | 36年 | 14人 |
| 29年 | 25人 | 37年 | 11人 |      |
| 30年 | 29人 | 38年 | 9人  |      |
| 31年 | 15人 | 39年 | 9人  |      |
| 32年 | 17人 | 40年 | 7人  |      |
| 33年 | 25人 | 41年 | 6人  |      |
| 34年 | 13人 | 42年 | 6人  |      |
| 35年 | 16人 | 43年 | 5人  |      |

- 熊本刑務所から検証会議に提出された文書によると、被収容者は117名、被疑者は13名、受刑者は104名、一平均で多いときは18名、だんだん減少して1988年（昭和63年）以降はゼロ、女性は2名。詐欺・窃盗　35名、傷害暴行　15名、殺人同未遂　13名、贓物売買　12名、強盗殺人同未遂　9名、公務執行妨害　6名、麻薬覚せい剤取締法違反　6名、恐喝罪　4名、強姦・強姦未遂　4名、横領　4名、住居侵入　3名、放火　2名、外国人登録法違反　1名、出入国管理法違反　1名であった[4]。

### 前記統計の正確さ
- 教誨師（現ひばりが丘福音教会牧師）である坂本克明によると、昭和36年（1961年）に聖書の話をしに行った時は、50名以上いたという[5]。
- 同じ文献で、音楽慰問にいった志村康も、年代は記載がないが、47名いたと明記している。人数が多い点を坂本が所長に質問すると逮捕令状もなく、起訴されたわけでもなく、素行不良で30名を入れていたとの回答であったという。